# Ali Al-Hamadi
Ali Al-Hamadi (al-'Amara, 1º marzo 2002) è un calciatore iracheno, attaccante dello Stoke City in prestito dall'Ipswich Town e della nazionale irachena.

## Carriera

### Club
Nato in Iraq, all'età di un anno si trasferisce con la famiglia in Inghilterra dove entra a far parte del settore giovanile del Tranmere; nel 2018 si trasferisce allo Swansea City dove gioca con le formazioni Under-18 ed under-23.
Rimasto svincolato, nel novembre 2021 firma con il Wycombe.
Tuttavia non trova spazio con i chairboys e l'11 marzo 2022 si trasferisce in prestito al Bromley.

### Nazionale
Ha giocato nella nazionale irachena Under-23.
L'11 novembre 2021 debutta con la nazionale maggiore irachena in occasione dell'incontro valido per le qualificazioni al Campionato mondiale di calcio 2022 pareggiato 1-1 contro la Siria.

## Statistiche

### Cronologia presenze e reti in nazionale
| Cronologia completa delle presenze e delle reti in nazionale ― Iraq | Cronologia completa delle presenze e delle reti in nazionale ― Iraq | Cronologia completa delle presenze e delle reti in nazionale ― Iraq | Cronologia completa delle presenze e delle reti in nazionale ― Iraq | Cronologia completa delle presenze e delle reti in nazionale ― Iraq | Cronologia completa delle presenze e delle reti in nazionale ― Iraq | Cronologia completa delle presenze e delle reti in nazionale ― Iraq | Cronologia completa delle presenze e delle reti in nazionale ― Iraq |
| Data                                                                | Città                                                               | In casa                                                             | Risultato                                                           | Ospiti                                                              | Competizione                                                        | Reti                                                                | Note                                                                |
| ------------------------------------------------------------------- | ------------------------------------------------------------------- | ------------------------------------------------------------------- | ------------------------------------------------------------------- | ------------------------------------------------------------------- | ------------------------------------------------------------------- | ------------------------------------------------------------------- | ------------------------------------------------------------------- |
| 11-11-2021                                                          | Doha                                                                | Iraq                                                                | 1 – 1                                                               | Siria                                                               | Qual. Mondiali 2022                                                 | -                                                                   | 86’                                                                 |
| 7-9-2023                                                            | Chiang Mai                                                          | Iraq                                                                | 2 – 2 dts (5-4 dtr)                                                 | India                                                               | King's Cup 2023 - Semifinale                                        | 1                                                                   | 46’                                                                 |
| Totale                                                              |                                                                     | Presenze                                                            | 2                                                                   |                                                                     | Reti                                                                | 1                                                                   |                                                                     |

## Palmarès

### Club

#### Competizioni nazionali
- FA Trophy: 1

Bromley: 2021-2022